# Donje Ratkovo (Republika Serbska)
Donje Ratkovo (cyr. Доње Ратково) – wieś w Bośni i Hercegowinie, w Republice Serbskiej, w gminie Ribnik. W 2013 roku liczyła 108 mieszkańców.